# La Hyène intrépide
Pour plus de détails, voir Fiche technique et Distribution.
La Hyène intrépide (chinois 笑拳怪招, jyutping Siu kuen gwaai jiu, hanyu pinyin Hsiao chuan yi chao) est un film hongkongais de kung-fu sorti en 1979 avec Jackie Chan comme acteur et coréalisateur - avec Kenneth Tsang.
Le but du film est de présenter un maximum de scènes de combat, sur les 92 minutes que dure le film, il y a quatre scènes de combat particulièrement longues de près de 10 minutes chacune qui permettent au jeune Jackie Chan alors âgé de 25 ans de montrer l'étendue de ses talents acrobatiques.

## Synopsis
Shing Lung vit dans un village reculé, apprenant le kung-fu avec son grand-père. Lorsque celui-ci est tué par un ancien ennemi, Jackie s'entraîne durement afin de le venger.

## Fiche technique
- Réalisé par Jackie Chan et Kenneth Tsang
- Produit par Li Hwa Hsu
- Musique originale : Frankie Chan et Hsua Chi Chen
- Image : Yung Shu Chen
- Montage : Yung Tsan Liang
- Direction artistique : Chih Liang Chou
- Décorateur de plateau : Lien Pi Hu
- Création des costumes : Yen Hung Li
- Maquillage : Chang Su Chu
- Directeur de production : Ching Fu Li	(unit production manager) et Hsien Chang Li (production manager)
- Assistant réalisateur : Hsueh Liang Chu
- Effets spéciaux : Shin Chou
- Musique : John Williams
- Date de sortie : 
  - Hong Kong : 17 février 1979
  - France : 28 mai 1980

## Distribution
- Jackie Chan (VF : Jacques Bernard) : Shing Lung
- James Tien : le grand-père
- Dean Shek : le vendeur de cercueil
- Hui Lou Chen : La Licorne
- Shi-Kwan Yen (VF : Raymond Baillet) : Yen
- Kuen Li : le Maitre
- Tien-chi Cheng : Willow Sword